# カルロス・パレデス
カルロス・ウンベルト・パレデス・モンヘス（Carlos Humberto Paredes Monges, 1976年7月16日 - ）は、パラグアイ、アスンシオン出身で、元同国代表のサッカー選手、サッカー指導者。ポジションはMF（センターハーフ）。

## 経歴
1998年3月にパラグアイ代表デビュー。1998 FIFAワールドカップ、2002 FIFAワールドカップ、2006 FIFAワールドカップにも出場した。2008年までに73試合に出場、10得点をあげた。

## 所属クラブ
- オリンピア・アスンシオン 1995-2000
- FCポルト 2000-2002
- レッジーナ・カルチョ 2002-2006
- スポルティング・クルーベ・デ・ポルトゥガル 2006-2008
- オリンピア・アスンシオン 2008-2009
- ルビオ・ニュー（スペイン語版） 2009-2010
- スポルティボ・ルケーニョ 2010
- オリンピア・アスンシオン 2011-2015

## 代表歴

### 出場大会
- パラグアイ代表
  - 1998年3月29日 - A代表初出場 - コロンビア代表戦
  - 1998年 - ワールドカップ (ベスト16)
  - 1999年 - コパ・アメリカ (ベスト8)
  - 2002年 - ワールドカップ (ベスト16)
  - 2004年 - コパ・アメリカ (ベスト8)
  - 2006年 - ワールドカップ (グループリーグ敗退)

### 試合数
- 国際Aマッチ 73試合 10得点（1998年-2008年）[2]

| パラグアイ代表 | 国際Aマッチ | 国際Aマッチ |
| 年             | 出場        | 得点        |
| -------------- | ----------- | ----------- |
| 1998           | 9           | 0           |
| 1999           | 10          | 0           |
| 2000           | 10          | 4           |
| 2001           | 7           | 2           |
| 2002           | 8           | 1           |
| 2003           | 6           | 2           |
| 2004           | 9           | 1           |
| 2005           | 5           | 0           |
| 2006           | 6           | 0           |
| 2007           | 1           | 0           |
| 2008           | 2           | 0           |
| 通算           | 73          | 10          |

## 指導歴
- パラグアイU-23代表 2016
- ルビオ・ニュー 2017
- グアイレーニャFC 2017
- パラグアイU-20代表 2017-2018
- インデペンディエンテFBC 2019
- クラブ・フルヘンシオ・イェグロス 2019-2020
- スポルティボ・ルケーニョ 2020
- タクアリーFC 2021
- インデペンディエンテFBC 2021
- ルビオ・ニュー 2022